# Drew Neemia
Drew Neemia, född 28 maj 1985 i Wellington, Nya Zeeland, nyzeeländsk skådespelare.